# Паулу, Бланка
Бланка Паулу (чеш. Blanka Paulů; 31 марта 1954 года, Врхлаби) — чехословацкая лыжница, призёрка Олимпийских игр и чемпионата мира, победительница этапов Кубка мира.

## Карьера
В Кубке мира Паулу дебютировала в 1982 году, в том же году одержала первую победу на этапе Кубка мира. Всего имеет на своём счету 2 победы на этапах Кубка мира. Лучшим достижением Паулу в общем итоговом зачёте Кубка мира является 4-е место в сезоне 1982/83.
На Олимпийских играх 1976 года в Инсбруке, заняла 10-е место в гонке на 5 км, 17-е место в гонке на 10 км и 6-е место в эстафете.
На Олимпийских играх 1980 года в Лейк-Плэсиде, стала 4-й в эстафете 30-й в гонке на 5 км и 29-й в гонке на 10 км.
На Олимпийских играх 1984 года в Сараево, завоевала серебро в эстафетной гонке, кроме того заняла 13-е место в гонке на 5 км коньком, 13-е место в гонке на 10 км классикой и 4-е место в гонке на 20 км классикой.
На чемпионате мира-1974 в Фалуне завоевала серебро в гонке на 5 км и бронзу в эстафете.